# Hajdú Éva
Bánkutiné Hajdú Éva (Budapest, 1954. december 8. –)  1997 és 2006 között miniszteri biztos, újságíró.

## Élete
Újságíró, szerkesztő, a Magyar Nemzet kulturális újságírójaként 1995-ben kezdett foglalkozni a Seuso-kincsekkel. 1997-ben kinevezték a kulturális tárca Seuso-kincsekkel foglalkozó miniszteri biztosának, és posztját a kormányváltáson átívelően is, 1997 és 2006 között megtartotta, azt több miniszter megerősítette.  
Hajdú Éva a Seuso-kincsek leletegyüttes kalandos történetét és komplex jogi kontextusát, mint szerző, a Magyar Múzeumok 2008/4 számában foglalta össze.
Beszippantott ez a történet, nemcsak engem, hanem mindenkit, aki egyszer is foglalkozott vele. A rabjai lettek, legyen szó akár angol rendőrről, jogászról vagy régészről
A miniszteri biztosi megbízást végül Hiller István a nemzeti kulturális örökség minisztere szüntette meg.

## Művei
- A Seuso-kincs: A történelem nagy rejtélyei, Kossuth Kiadó Zrt., Budapest, 2014, ISBN 9789630978309

## Jelentősebb tanulmányok
- A Seuso-kincs és Pannonia: magyarországi tanulmányok a Seuso-kincsről/ The Seuso Treasure and Pannonia : scientific contributions to the Seuso Treasure from Hungary; bevezető tanulmány - A Seuso-kincs és Magyarország/The Seuso treasure and Hungary (Kiadó: GeniaNet, 2012)
- Kulturális utak, mint tematikus turisztikai útvonalak. (2009) (Önkormányzati Minisztérium számára)